# 亚纲
亚纲（Subclass）是生物分类法中的一级，它一般是位于纲和目之间。有时亚纲下也分次亚纲（又稱下綱），或在目之上有時也有超目的分級，亞纲的拉丁文名稱較無固定的字尾，僅在植物常會以-dae為字尾。